# Carol Kane
Carol Kane (Cleveland, 18 de junio de 1952) es una actriz estadounidense de cine, teatro y televisión. 
Comenzó a obtener popularidad en los años setenta al protagonizar La calle Hester, de Joan Micklin Silver, en 1975. Debido a su interpretación, fue nominada a los premios Óscar en la categoría de mejor actriz. Posteriormente trabajó en películas aclamadas por la crítica; Tarde de perros (1975), Annie Hall (1977), The Princess Bride (1987), Scrooged (1988) y Confessions of a Teenage Drama Queen (2004).
En los años siguientes, fue ganadora de dos premios Emmy por su papel de Simka Dahblitz-Gravas, esposa de Latka Gravas (Andy Kaufman), en la serie de televisión estadounidense Taxi desde 1981 a 1983. Trabajó en otras series de televisión reconocidas como Seinfeld y Tales from the Cript.

## Biografía

### Primeras etapas de su vida
Kane nació en Cleveland (Ohio); hija de Joy, una cantante de jazz, bailarina y pianista, y Michael Kane, un arquitecto que trabajó para el Banco Mundial. Su familia es judía, con sus abuelos emigrados de Rusia. Los padres se divorciaron cuando ella tenía doce años. Asistió a Professional Children's School de Nueva York e hizo su debut profesional de teatro en 1966 en una producción de The Prime of Miss Jean Brodie, protagonizada por Tammy Grimes.

### Carrera

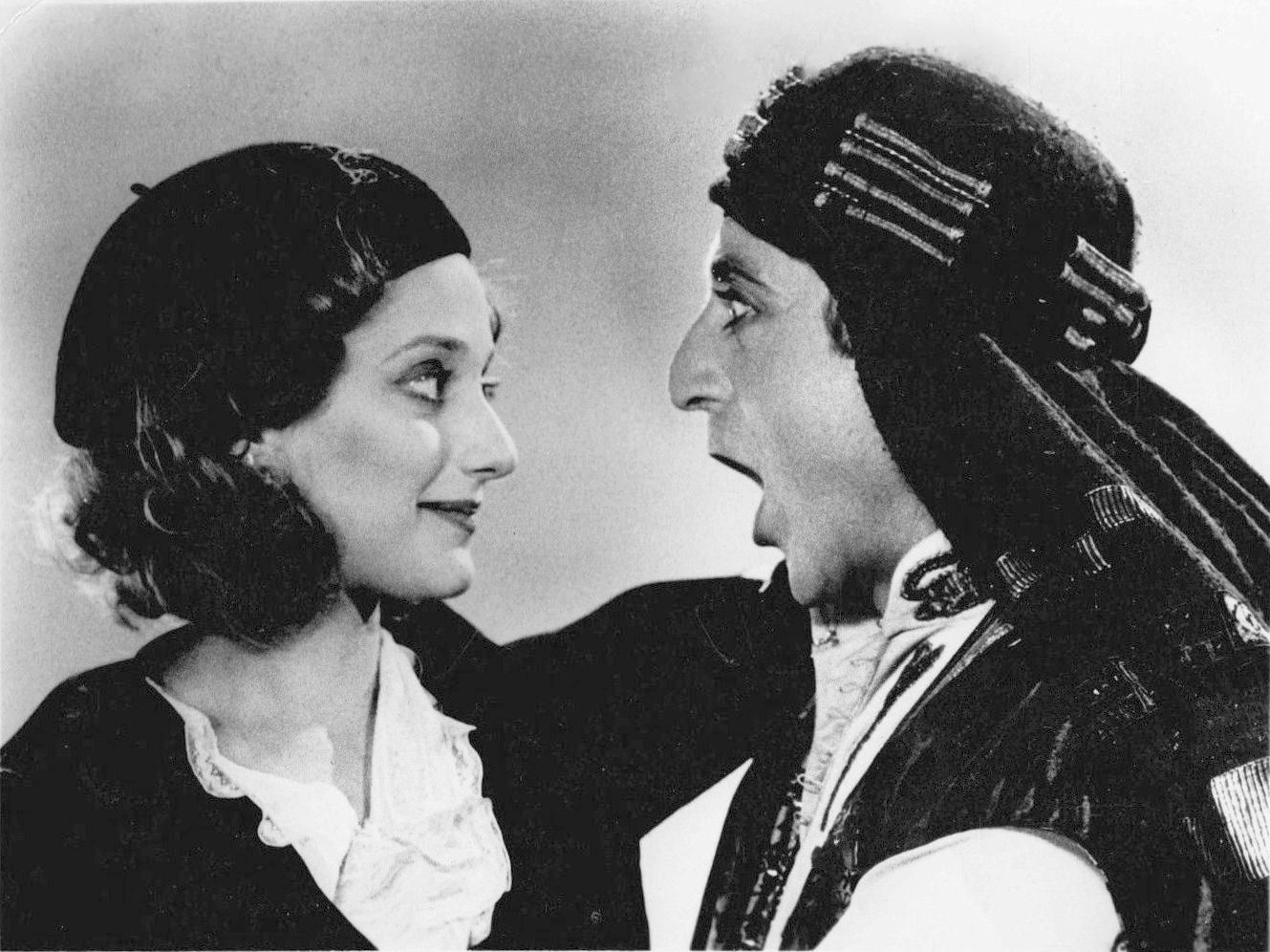
Kane y Gene Wilder en la película The World's Greatest Lover, 1977

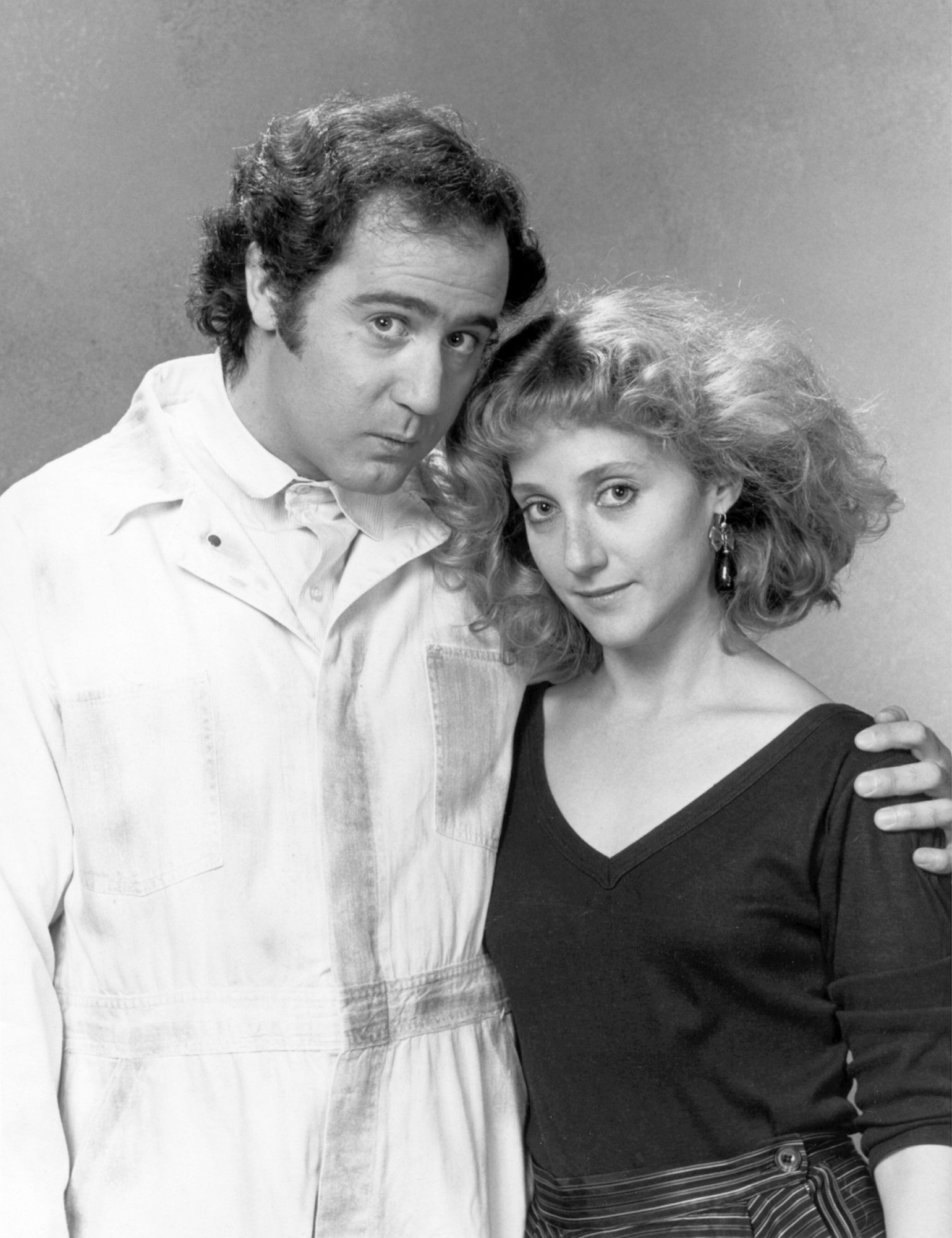
Andy Kaufman y Kane en la serie Taxi en 1982.

Ha ganado dos premios Emmy por su trabajo en la serie Taxi.  Fue candidata a un Óscar a la mejor actriz por su papel en la película La calle Hester. También apareció en 1987 en The Princess Bride y en 1988 en Scrooged con Bill Murray.
A principios de 2006, comenzó a actuar en el musical de Broadway Wicked, caracterizando a Madame Morrible, un papel que había desempeñado anteriormente en el espectáculo de la primera gira nacional. También apareció en la adaptación de  acción real de The Year Without a Santa Claus, estrenada en  NBC en diciembre de 2006.

## Filmografía
| - 2024 Entre los templos (Between the Temples) - Star Trek: Strange New Worlds - Migration (2023) - Hunters (2020) - The Sisters Brothers (2018) - Gotham (2014-2015) - Unbreakable Kimmy Schmidt (2015) - Sleepwalk with Me (2012) - My Girlfriend's Boyfriend (2010) - Pete Smalls Is Dead (2010) - Law & Order: Special Victims Unit (2009) - Dos hombres y medio (2009) - Four Christmases (2008) - Kung Fu Panda: Secrets of the Furious Five (2008) (voz) - The Key Man (2007) - The Year Without a Santa Claus (2006) - The Happy Elf (2005) (Voz) - The Civilization of Maxwell Bright (2005) - The Pacifier (2005) - Confessions of a Teenage Drama Queen (2004) - Audrey's Rain (2003) - Cosmopolitan (2003) - Love in the Time of Money (2002) - The Grubbs (2002) - The Shrink Is In (2001) - My First Mister (2001) - D.C. Smalls (2001) - The Office Party (2000) - Man on the Moon (1999) - Blue's Big Treasure Hunt (1999) - Beggars and Choosers (1999) - El arca de Noé (1999) - The Tic Code (1999) - Jawbreaker (1999) - Tomorrow by Midnight (1999) - The First Seven Years (1998) - Merry Christmas, George Bailey (1997) - Gone Fishin' (1997) - American Strays (1996) - Trees Lounge (1996) - The Pallbearer (1996) - Sunset Park (1996) - Mi querido enemigo (1996) - Theodore Rex (1995) (Voz) - Freaky Friday (1995) - Napoleon (1995) (Voz) - Dad, the Angel & Me (1995) - The Crazysitter (1995) - Seinfeld (1994, Temporada 5) - Addams Family Values (1993) - Even Cowgirls Get the Blues (1993) | - When a Stranger Calls Back (1993) - In the Soup (1992) - Ted and Venus (1991) - Baby on Board (1991) - American Dreamer (1990) - The Lemon Sisters (1990) - My Blue Heaven (1990) - Tales from the Crypt, «Judy, You're Not Yourself Today» (1990) - Joe contra el volcán (1990) - Flashback (1990) - Scrooged (1988) - License to Drive (1988) - Sticky Fingers (1988) - Drop-Out Mother (1988) - Rap Master Ronnie: A Report Card (1988) - The Princess Bride (1987) - Ishtar (1987) - Jumpin' Jack Flash (1986) - Transylvania 6-5000 (1985) - Burning Rage (1984) - Over the Brooklyn Bridge (1984) - The Secret Diary of Sigmund Freud (1984) - An Invasion of Privacy (1983) - Pandemonium (1982) - Norman Loves Rose (1982) - Strong Medicine (1981) - The Girls in Their Summer Dresses and Other Stories by Irwin Shaw (1981) - Keeping On (1981) - The Greatest Man in the World (1980) - Les Jeux de la Comtesse Dolingen de Gratz (1980) - La Sabina (1979) - When a Stranger Calls (1979) - The Muppet Movie (1979) - The Mafu Cage (1978) - Out of Our Father's House (1978) - The World's Greatest Lover (1977) - Valentino (1977) - Annie Hall (1977) - Harry y Walter van a Nueva York (Harry and Walter Go to New York), de Mark Rydell (1976) - La calle Hester (1975) - Tarde de perros (1975) - El último deber (1973) - Wedding in White (1972) - Desperate Characters (1971) - Conocimiento carnal (1971) |

Se incluyen las películas de TV y cine y series de televisión.

## Premios y distinciones
Óscar
| Año  | Categoría    | Película        | Resultado |
| ---- | ------------ | --------------- | --------- |
| 1976 | Mejor actriz | La calle Hester | Nominada  |

Medallas del Círculo de Escritores Cinematográficos
| Año  | Categoría               | Película  | Resultado |
| ---- | ----------------------- | --------- | --------- |
| 1979 | Mejor actriz de reparto | La Sabina | Ganadora  |

Premios Emmy
| Año  | Categoría                        | Serie | Resultado |
| ---- | -------------------------------- | ----- | --------- |
| 1983 | Mejor actriz en serie de comedia | Taxi  | Ganadora  |

Premios Globo de Oro
| Año  | Categoría                                                              | Serie | Resultado |
| ---- | ---------------------------------------------------------------------- | ----- | --------- |
| 1983 | Mejor actriz de reparto en serie, miniserie o película para televisión | Taxi  | Nominada  |